# Hycleus polymorphus
Hycleus polymorphus là một loài bọ cánh cứng trong họ Meloidae. Loài này được Pallas mô tả khoa học năm 1771.

## Hình ảnh

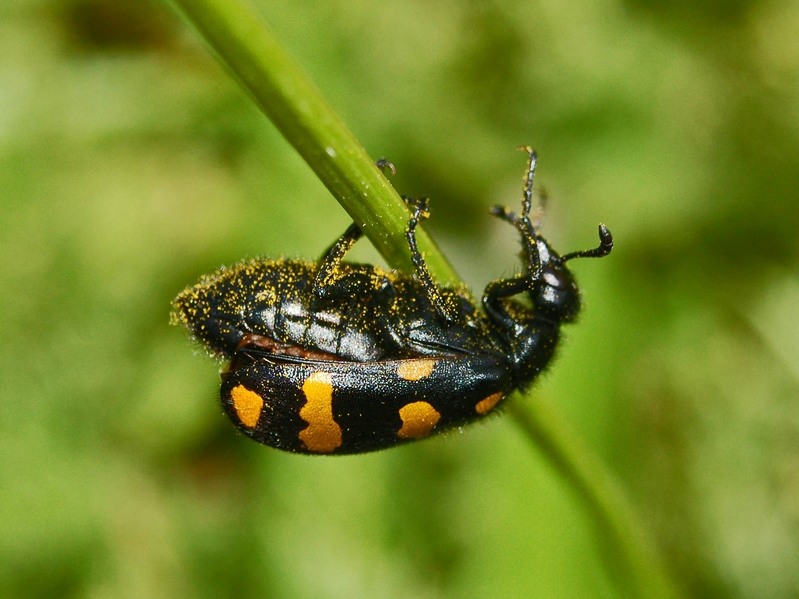
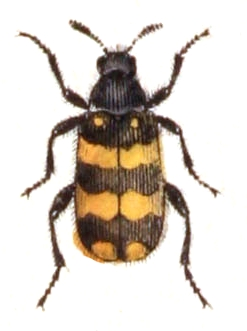